# Arthur Rhode
Arthur Carl Theodor Rhode (ur. 13 grudnia 1868 w Podzamczu, ob. Wieruszów, zm. 23 czerwca 1967 w Woltorf w Dolnej Saksonii) – ksiądz ewangelicki, niemiecki historyk Ewangelickiego Kościoła Unijnego w Polsce, działacz społeczny.
Ojciec historyka niemieckiego, znawcy dziejów Polski, Gottholda Rhode.

## Rys biograficzny
W młodości doskonale opanował język polski. Ukończył progimnazjum w Kępnie oraz Królewskie Gimnazjum w Ostrowie (matura 1886).
Od 1886 studiował teologię na Uniwersytecie Wrocławskim. W 1890 zdał egzamin kościelny I stopnia i został skierowany na wikariat do parafii w Nowych Skalmierzycach. W latach 1890–1892 pracował w Sycowie oraz w Klingenbergu (Westfalia) jako prywatny nauczyciel religii. W 1892 roku zdał egzamin kościelny II stopnia, a w 1893 został ordynowany na pastora ewangelickiego. W latach 1893–1895 pełnił posługę kolejno w Ostrowie u pastora Bertholda Harhausena i w Odolanowie. W latach 1895–1920 był pastorem w Ostrzeszowie. Podczas pobytu w południowej Wielkopolsce udzielał się społecznie. Zakładał wraz z pastorem Harhausenem w 1905 roku Ostrowski Komitet Pomocy dla Niemców Powracających z Ziem Polskich Zaboru Rosyjskiego, który wspomagał niemieckich osadników porzucających gospodarki na terenie d. Królestwa Polskiego i wracających do Niemiec. Współpracował z czasopismem „Posener Heimatgrüße”, w którym publikował artykuły poświęcone historii protestantyzmu w południowej Wielkopolsce. W 1916 został wybrany na superintendenta (zwierzchnika) superintendentury ostrzeszowskiej Kościoła Ewangelicko-Unijnego w Poznańskiem.
Po I wojnie światowej był przejściowo internowany ze względu na swoją współpracę z Ostmarkverein (Towarzystwo dla Wspierania Niemczyzny na Wschodzie). Po uwolnieniu pozostał w Polsce. W 1920 roku został obrany pastorem parafii Chrystusa w Poznaniu oraz zwierzchnikiem superintendentury poznańskiej Kościoła Ewangelicko-Unijnego. W 1921
został wykładowcą Ewangelickiego Seminarium Kaznodziejskiego i Szkoły Teologicznej w Poznaniu. Wykładał język hebrajski, dzieje starotestamentowe oraz historię Kościoła ewangelickiego w Wielkopolsce. W 1922 był współzałożycielem (z wydawcą Richardem Kammelem i pastorem Adolfem Schneiderem) miesięcznika „Posener Evangelische Kirchenblatt” („Poznańska Ewangelicka Gazeta Kościelna”). W tamtym okresie trzykrotnie zdobywał mistrzostwo Poznańskiego Klubu Szachowego. W latach 1929–1933 zasiadał w Radzie Miasta Poznania jako reprezentant mniejszości niemieckiej. W latach 1930–1939 współpracował z wydawanym w Lipsku „Theologisches Literaturblatt” („Czasopismo Teologiczno-Literackie”), publikując artykuły dotyczące ewangelików w Polsce. Był też wówczas Wiceprezesem Krajowego Synodu Ewangelickiego Kościoła Unijnego w Polsce oraz przewodniczącym Ewangelickiego Związku Prasowego. W 1931 roku otrzymał doktorat honoris causa ewangelickiego fakultetu teologicznego Uniwersytetu Eberharda-Karola w Tybindze.
Po wybuchu II wojny światowej, we wrześniu 1939, jako czołowy przedstawiciel mniejszości niemieckiej został internowany przez władze polskie. Jego synowie walczyli w tym czasie na frontach, jeden w armii niemieckiej, drugi w polskiej. Wojnę spędził w większości w Poznaniu, gdzie w 1942 przeszedł na emeryturę i poświęcił się pracy pisarskiej oraz studiowaniu archiwów.
W 1945 roku wyjechał z Poznania na teren Niemiec. Początkowo przebywał w Dungelbeck w Dolnej Saksonii, w latach 1949–1953 mieszkał w Osnabrück, następnie do 1961 w Berlinie Zachodnim oraz od 1961 w Woltorf w Dolnej Saksonii. Po wojnie kontynuował badania nad historią protestantyzmu.
W 1958 wydano książkę Gestalten und Wege der Kirche im Osten (Oblicza i drogi Kościoła na Wschodzie). Autorami artykułów w niej zawartych byli przyjaciele, współpracownicy i uczniowie Arthura Rhode, którzy (z okazji 90 rocznicy jego urodzin) zadedykowali publikację pastorowi.
Po śmierci pochowany na cmentarzu w Peine.

## Wybrane publikacje
- Geschichte der evangelischen Kirche im Posener Lande
- Die Evangelische Kirche in Posen und Pommerellen. Erfahrungen und Ergebnisse in drei Jahrzehnten 1914-1945
- Geschichte der evangelischen Kirchengemeinde Schildberg (historia gminy ewangelickiej w Ostrzeszowie)
- Die Religion in Geschichte und Gegenwart
- Schildberger Einnerungen